# Krøller eller ej (film)
 For alternative betydninger, se Krøller eller ej. (Se også artikler, som begynder med Krøller eller ej)
Krøller eller ej er en dansk oplysningsfilm fra 2002, der er instrueret af Lotte Sørensen og Michael Søby Andersen.

## Handling
Hvad dikterer hårmoden i Lusaka? Hvad fortæller den om samfundet? Filmen følger den selvbevidste middelklassekvinde og den mere ydmyge underklassekvinde, der begge stræber efter samme perfekte udseende. Hvorfor har de forladt traditionerne og følger nye modeluner?